# 浜原村
浜原村（はまはらむら）は、島根県邑智郡にあった村。現在の邑智郡美郷町の一部にあたる。

## 地理
- 河川：江川、河戸川[1]

## 歴史
- 1889年（明治22年）4月1日、町村制の施行により、邑智郡亀村、滝原村、信喜村、高山村、上川戸村、浜原村が合併して村制施行し、浜原村が発足[1][2]。
- 1955年（昭和30年）2月1日、邑智郡吾郷村、粕淵町、沢谷村、君谷村と合併し、邑智町を新設して廃止された[1][2]。

### 地名の由来
江川と河戸川の合流点で広い河原が存在していたため。